# XLR 단자

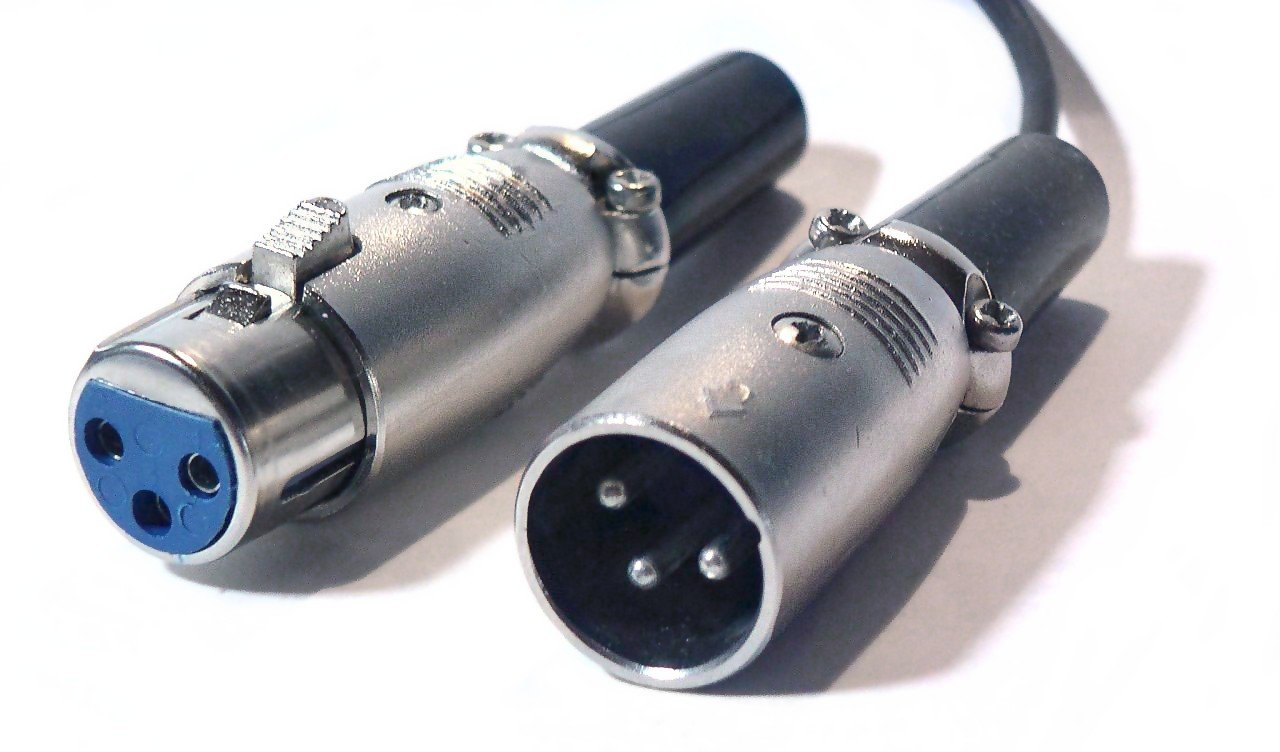
XLR3 케이블 단자. 왼쪽이 암, 오른쪽이 수이다.

XLR 단자는 주로 프로페셔널 오디오, 비디오, 무대 조명 장비에서 볼 수 있는 단자의 일종이다. 이 단자들은 설계상 원 모양으로 되어 있으며 3~7개의 핀이 있다. AES3 디지털 오디오를 포함하여 주로 밸런스트 오디오로 상호 연결되지만 조명 제어, 저전압 전기 공급 등으로도 응용할 수 있다. XLR 단자들은 수많은 제조업체들을 통해 이용이 가능하며 IEC 61076-2-103라는 국제 표준의 적용을 받는다. 크기가 더 작고 더 오래된 DIN 단자 보다 더 뛰어나지만 이들 간의 물리적 호환성은 없다.
더 작은 버전인 미니 XMR 단자는 물리적 크기 제한이 있는 소형 장치에 사용된다.

## 역사
XLR 단자는 캘리포니아주 로스앤젤레스에 위치한 캐넌 일렉트릭(현재의 ITT 코퍼레이션)의 설립자 제임스 H. 캐넌에 의해 발명되었다.

## 기술적 정보

### 3핀(XLR3)
EIA 표준 RS-297-A는 밸런스드 오디오 신호 수준의 응용을 위한 XLR3의 이용을 기술한다:
3핀 XLR 단자는 가장 일반적인 형태로, 밸런스드 오디오 신호의 표준으로 자리하고 있는 단자이다. 대부분의 마이크가 채택하고 있는 단자이다.
음향 외의 분야에서는 전동휠체어와 스쿠터의 충전단자로 사용되고 있으며, 이 때 24볼트의 전압으로 2~10 암페어의 전류를 보낸다.
|    |                                              |
| 핀 | 기능                                         |
| 1  | 접지 (케이블 실드)                           |
| 2  | 밸런스드 오디오 회로를 위한 양극 종단 (hot)  |
| 3  | 밸런스드 오디오 회로를 위한 음극 종단 (cold) |

## 같이 보기
- 폰 커넥터
- RCA 단자
- RF 단자